# Бурсаспор
«Бурсаспор» (Bursaspor Kulübü) — турецький футбольний клуб з міста Бурса.

## Історія
Заснований 1 червня 1963 року, внаслідок об'єднання п'яти клубів «Акінспор», «Аджар Ідман Юрду», «Пинарспор», «Мурадіє Челікспор» та «Істіклал». Про це символізують п'ять різнокольорових зірочок на емблемі.
«Бурсаспор» проводить свої домашні матчі на стадіоні «Тімсах Арена», який вміщує понад 43 331 глядач. Клуб має прізвисько «крокодили», через те, що на гербі клубу переважає зелений колір.
Перед останнім туром сезону 2009–2010 «Бурсаспор» відставав від «Фенербахче» на одне очко. Але в останньому турі команда виграла в «Бешикташа» 2:1, а «Фенербахче» свої очки втратив. У результаті «Бурсаспор» вперше в своїй історії став чемпіоном Туреччини.

## Досягнення
- Чемпіон Туреччини: 2009–2010
- Володар Кубка Туреччини: 1986
- Фіналіст Кубка Туреччини: 1971, 1974, 1992, 2012, 2015
- Фіналіст Суперкубка Туреччини: 1986, 2010, 2015

## Виступи в єврокубках
| Сезон   | Змагання               | Раунд    | Клуб              | Вдома | На виїзді | В сукупності |
| ------- | ---------------------- | -------- | ----------------- | ----- | --------- | ------------ |
| 1974–75 | Кубок володарів кубків | 1Р       | Фінн Гарпс        | 4–2   | 0–0       | 4–2          |
| 1974–75 | Кубок володарів кубків | 2Р       | Данді Юнайтед     | 1–0   | 0–0       | 1–0          |
| 1974–75 | Кубок володарів кубків | 1/4      | Динамо Київ       | 0–1   | 0–2       | 0–3          |
| 1986–87 | Кубок володарів кубків | 1Р       | Аякс              | 0–2   | 0–5       | 0–7          |
| 1995    | Кубок Інтертото        | Група 10 | Вімблдон          | Н/Д   | 4–0       | 1-е          |
| 1995    | Кубок Інтертото        | Група 10 | Бейтар Єрусалим   | 2–0   | Н/Д       | 1-е          |
| 1995    | Кубок Інтертото        | Група 10 | Шарлеруа          | Н/Д   | 2–0       | 1-е          |
| 1995    | Кубок Інтертото        | Група 10 | Кошице            | 1–1   | Н/Д       | 1-е          |
| 1995    | Кубок Інтертото        | 1/8      | ОФІ               | 2–1   | Н/Д       | 2–1          |
| 1995    | Кубок Інтертото        | 1/4      | Карлсруе          | 3–3   | Н/Д       | 3–3 (6-5 п)  |
| 2010–11 | Ліга чемпіонів УЄФА    | Група C  | Манчестер Юнайтед | 0–3   | 0–1       | 4-е          |
| 2010–11 | Ліга чемпіонів УЄФА    | Група C  | Валенсія          | 0–4   | 1–6       | 4-е          |
| 2010–11 | Ліга чемпіонів УЄФА    | Група C  | Рейнджерс         | 1–1   | 0–1       | 4-е          |
| 2011–12 | Ліга Європи            | 3К       | Гомель            | 2–1   | 3–1       | 5–2          |
| 2011–12 | Ліга Європи            | ПО       | Андерлехт         | 1–2   | 2–2       | 3–4          |
| 2012–13 | Ліга Європи            | 3К       | КуПС              | 6–0   | 0–1       | 6–1          |
| 2012–13 | Ліга Європи            | ПО       | Твенте            | 3–1   | 1–4       | 4–5          |
| 2013–14 | Ліга Європи            | 3К       | Воєводина         | 0–3   | 2–2       | 2–5          |
| 2014–15 | Ліга Європи            | 2К       | Чихура            | 0–0   | 0–0       | 0–0 (4-1 п)  |